# 希亚姆·普拉萨德·慕克吉
希亚姆·普拉萨德·慕克吉 （1901年7月6日—1953年6月23日）是印度政治家、大律师和学者，曾任尼赫鲁总理内阁的工业和供应部长。在与尼赫鲁失和后，因抗议利亚格特-尼赫鲁协定，慕克吉从尼赫鲁内阁辞职。在国民志愿服务团的帮助下，慕克吉于1951年成立了印度人民同盟，即印度人民党的前身。